# رسم الجرن
رسم الجرن (به عربی: رسم الجرن) یک روستا در سوریه است که در ناحیه سلحب واقع شده‌است. رسم الجرن ۳۱۴ نفر جمعیت دارد.